# Saccolabium
Saccolabium es un género de orquídeas epifitas originarias del este del Himalaya al sudoeste del Océano Pacífico. Comprende 356 especies descritas y de estas 5 aceptadas.

## Taxonomía
El género fue descrito por Carl Ludwig Blume y publicado en Bijdragen tot de flora van Nederlandsch Indië 7: 292. 1825.

## Especies aceptadas
A continuación se brinda un listado de las especies del género Saccolabium aceptadas hasta marzo de 2013, ordenadas alfabéticamente. Para cada una se indica el nombre binomial seguido del autor, abreviado según las convenciones y usos.
- Saccolabium congestum (Lindl.) Hook.f.
- Saccolabium longicaule J.J.Sm.
- Saccolabium pusillum Blume
- Saccolabium rantii J.J.Sm.
- Saccolabium sigmoideum J.J.Sm.